# نيويورك تايمز
نيويورك تايمز (بالإنجليزية: The New York Times)‏ صحيفة أميركية مقرها في مدينة نيويورك، وهي صحيفة ذات تأثير وقارئيه على المستوى العالمي. تأسست الصحيفة عام 1851 وفازت بجائزة بوليتزر 125 مرة، أكثر من أي صحيفة أخرى. تصنف صحيفة ذا نيويورك تايمز رقم 17 على مستوى العالم من ناحية التداول، ورقم 2 على مستوى الولايات المتحدة الأمريكية.
الصحيفة تمتلكها شركة نيويورك تايمز، والتي هي شركة مساهمة عامة يسيطر عليها آل سولزبيرجر عن طريق هيكل أسهم ثنائي الدرجة. الصحيفة تمتلكها هذه الأسرة منذ 1896. آرثر أوكس سولزبيرجر الابن هو رئيس إدارة الصحيفة وابنه آرثر جريج سالزبرجر هو الناشر منذ 2018، وهما يمثلان الجيلين الرابع والخامس من الأسرة على رأس هذه الصحيفة.
وهي الصحيفةُ الحضريةُ الأكبرُ في الولايات المتّحدةِ. لقّبَت «السيدة الرمادية» للظهورِ والأسلوبِ، وهي تعتبر في أغلب الأحيان «الصحيفة الرئيسية» الوطنية، يَعْني بأنّه يُعتَمدُ كثيراً عليها كالإشارة الرئيسية والموثوقة للأحداثِ الحديثةِ. إنّ اسمَ الصحيفةَ يُختَصرُ إلى التايمز، لكن لا يَجِبُ أَنْ يَكُونَ مشوّش بالتايمز، التي مَنْشُورةُ في لندن، أَو العديد مِنْ المنشوراتِ الأخرى التي تَستعملُ التعيينَ الأقصرَ أيضاً، بضمن ذلك لوس أنجليس تايمزِ.
تأسست جريدة نيويورك تايمز في 1851، وصدر عددها الأول في 18 سبتمبر 1851، باسم New York Daily Times. وقد أنشأها هنري جارفيس ريموند وجورج جونز، وكانت تصدر في أربع صفحات، وتقع مكاتبها في دور علوي لا نوافذ له، وتعتمد على الشموع في الإضاءة، وذلك بمقرها في مانهاتن بمدينة نيويورك.
وقبل تأسيس الجريدة عمل رايموند كنائب لمحافظ ولاية نيويورك. أما جونز فجاء من خلفية متواضعة وعمل في صباه فراشا لصاحب جريدة نورثن سبيكتاتور Northern Spectator، حيث تعرف على هوراس غريلي مؤسس جريدة نيويورك تريبيون New York Tribune. وبعد فترة عمل قصيرة مع غريلي قرر جونز إنشاء جريدة بمشاركة صديقه هنري رايموند. وأصدرت نيويورك تايمز اليومية New York Times Daily أول عدد لها يوم 18 سبتمبر عام 1851. ومع إصدار أول عدد للجريدة صرحا ريموند وجونز ذلك اليوم بأن نيويورك تايمز سوف تصدر يوميا ماعدا يوم الأحد من كل أسبوع. ولم يعتقد أحد أن ذلك الإصدار كان بداية تاريخ مليء بالإثارة والجدل والتفاعلات السياسية.

## انتقادات
يتهم البعض صحيفة نيويورك تايمز بأنها منحازة لإسرائيل وأنها تغيّر الأخبار لصالحها حسب تعبير البعض.

## روابط خارجية
- نيويورك تايمز على موقع الموسوعة البريطانية (الإنجليزية)